# Ugia violascens
Ugia violascens là một loài bướm đêm trong họ Erebidae.